# Omar Abdel Meguid
Omar Abdel Meguid, né le 23 février 1988 à Gizeh, est un joueur professionnel de squash représentant l'Égypte. Il atteint, en novembre 2014, la 25e place mondiale sur le circuit international, son meilleur classement. 

## Biographie
Il a un diplôme de dentiste et exploite un cabinet au Caire. Il se retire du circuit professionnel en novembre 2019.

## Palmarès

### Finales
- Wimbledon Club Open : 2016
- Pakistan Navy CNS International 2016